# The Arockalypse
The Arockalypse ist das dritte Album der finnischen Hard-Rock-Band Lordi. Es wurde von Jyrki Tuovinen produziert und ist im Jahr 2006 veröffentlicht worden. Es ist das bislang erfolgreichste Album Lordis. 
Für das Album holten sich Lordi viele Gastsänger bzw. -musiker an Bord. Ex-Kiss-Gitarrist Bruce Kulick wirkte bei It Snows in Hell mit, Twisted-Sister-Sänger Dee Snider sprach beim SCG3 Special Report, Jay Jay French (ebenfalls von Twisted Sister) spielte bei Chainsaw Buffet und Udo Dirkschneider, der Sänger von U.D.O. bzw. ehemals von Accept, lieh Lordi für They Only Come Out at Night seine Stimme. Obwohl Ox und Awa jetzt zu der Band zählen, wurde das Album noch mit Kalma aufgenommen.

## Titelliste
1. SCG3 Special Report (Lordi / Kita) – 3:46
2. Bringing Back the Balls to Rock (Lordi) – 3:31
3. The Deadite Girls Gone Wild (Lordi / Kita) – 3:45
4. The Kids Who Wanna Play With the Dead (Lordi) – 4:07
5. It Snows in Hell (Lordi / Kita / Tracy Lipp) – 3:37
6. Who’s Your Daddy? (Lordi) – 3:38
7. Hard Rock Hallelujah (Lordi) – 4:07
8. They Only Come Out at Night (Lordi / Udo Dirkschneider) – 3:49
9. The Chainsaw Buffet (Lordi) – 3:47
10. Good to Be Bad (Lordi) – 3:31
11. The Night of the Loving Dead (Lordi) – 3:09
12. Supermonstars (Anthem of the Phantoms) (Lordi) – 4:05
13. Would You Love a Monsterman? (2006) (Lordi) – 3:03 (Nur in der Special Edition)
14. Mr. Killjoy (Lordi / Tracy Lipp) – 3:24 (Nur in der Special Edition)
15. EviLove (Lordi) – 3:59 (Nur in der Special Edition)

## Singleauskopplungen
- Hard Rock Hallelujah
- Who’s Your Daddy?
- Would You Love a Monster Man (2006)
- It Snows in Hell
- They Only Come Out at Night

## Erfolge
The Arockalypse erreichte in Finnland den dritten und in Schweden den 54. Platz. Die erste Singleauskopplung Hard Rock Hallelujah schaffte es in Finnland auf den ersten Platz.
Mit dem Song Hard Rock Hallelujah gewannen Lordi den Eurovision Song Contest 2006 in Athen mit deutlichem Vorsprung.
In Deutschland wurde die Single Hard Rock Hallelujah über 150.000 Mal verkauft und erhielt Gold.
Insgesamt wurde The Arockalypse in Finnland mit 90.000 verkauften Einheiten der Status von Dreifachplatin erreicht.